# Bunka no hi
Le jour de la Culture (文化の日, Bunka no hi) est une fête nationale japonaise célébrée le 3 novembre dans le but de promouvoir la culture, les arts et les disciplines universitaires. La fête comprend généralement des expositions artistiques, des défilés et des cérémonies de récompenses pour les artistes et les étudiants.

## Histoire
Le 3 novembre est férié au Japon depuis l'ère Meiji. Célébré initialement en tant qu'anniversaire de l'empereur (l'empereur Meiji est né un 3 novembre), il fut changé pour le jour de la Culture à la mort de l'empereur en 1912.
Avec l'annonce officielle de la Constitution du Japon d'après-guerre le 3 novembre 1946, le jour de la Culture gagna en signification, et devint également une date de promotion des valeurs épousées dans cette constitution.

## Festivités actuelles
Le jour de la Culture sert à mettre en avant les arts et différentes matières académiques. Les gouvernements locaux et préfectoraux choisissent généralement d'organiser des expositions d'art, des festivals culturels et des défilés. Par exemple, Hakone dans la préfecture de Kanagawa est le lieu de célébration annuel de la fête du seigneur féodal (箱根大名行列, Hakone daimyō gyōretsu) pour exposer les costumes de la période Edo.
Depuis 1937, la cérémonie de remise du prestigieux ordre de la Culture a lieu ce jour-là. Il est fréquent que les universités présentent leurs nouveaux projets de recherche le jour de la Culture.
Donné par l'empereur lui-même à ceux qui ont fait avancer significativement la science, les arts ou la culture, c'est l'un des plus hauts honneurs accordés par la famille impériale. Le prix n'est pas réservé aux citoyens japonais, et fut notamment octroyé aux spationautes d'Apollo 11 pour leur retour de la Lune.
Curieusement, le jour de la Culture est statistiquement l'un des jours de l'année où il fait le plus beau. Entre 1965 et 1996, il n'y a eu que trois années où il a plu sur Tokyo le jour de la Culture.